# Бетмаль (коммуна)
Бетма́ль (фр. Bethmale, окс. Vathmala / Bathmala) — коммуна во Франции, находится в регионе Окситания, у границы с Испанией. Департамент коммуны — Арьеж. Входит в состав кантона Кастийон-ан-Кузеран. Округ коммуны — Сен-Жирон.
Код INSEE коммуны — 09055.

## Население
Население коммуны на 2008 год составляло 96 человек.
| 1962 | 1968 | 1975 | 1982 | 1990 | 1999 | 2008 |
| ---- | ---- | ---- | ---- | ---- | ---- | ---- |
| 153  | 187  | 149  | 96   | 96   | 83   | 96   |

## Экономика
В 2007 году среди 51 человек в трудоспособном возрасте (15—64 лет) 29 были экономически активными, 22 — неактивными (показатель активности — 56,9 %, в 1999 году было 60,0 %). Из 29 активных работали 28 человек (15 мужчин и 13 женщин), безработным был 1 (0 мужчин и 1 женщина). Среди 22 неактивных 3 человека были учениками или студентами, 13 — пенсионерами, 6 были неактивными по другим причинам.